# Jaroslav Štajnc
Jaroslav Štajnc (7. května 1943, Praha – 21. září 2013, Vídeň) byl český operní zpěvák, basbarytonista a dlouholetý člen Vídeňské státní opery.

## Život a kariéra
Narodil se v Praze a původně se vyučil instalatérem. Zajímal ho ale zpěv, a když se jako 18letý v roce 1961 dostal do finále celostátní soutěže Hledáme nové talenty, rozhodl se, že se na zpívání soustředí. Začal proto po večerech studovat na Pražské konzervatoři. Dva roky povinné vojenské služby (1962–1964) absolvoval v Armádním uměleckém souboru (AUS) v Praze na Pohořelci. V AUSu působil stále ještě jako zpěvák populárních písní, které se začínaly v souboru stále více prosazovat. Po vojně pokračoval ve studiích operního zpěvu – opět na Pražské konzervatoři, u profesora Jaroslava Horáčka. V 60. letech 20. století vyhrál pěveckou soutěž ve Vídni a odměnou mu bylo stipendium ke studiím na Vídeňské hudební akademii.
V roce 1964 dostal své první angažmá ve vídeňské Volksoper (německy Volksoper Wien), kde zpíval Vodníka v Dvořákově Rusalce, a kde odzpíval šest let.
V roce 1972 zaskočil v roli Beneše ve Smetanově Daliborovi a objevil se tak vůbec poprvé na přední světové operní scéně – Vídeňské státní opeře (německy Wiener Staatsoper) – patřící ke čtveřici světově nejuznávanějších, kterými dodnes jsou kromě zmiňované také Covent Garden – Královská opera v Londýně, Metropolitní opera v New Yorku a La Scala v Miláně.
V té době působil hlavně ve Štýrském Hradci. Poté krátce (1974–1975) vystupoval v Německé opeře na Rýně (německy Deutsche Oper am Rhein) v Düsseldorfu, se kterou hostoval také ve Skotsku v Schönbergově Mojžíši a Áronovi.
Poté působil v městském divadle v Klagenfurtu (německy Stadttheater Klagenfurt), kde zpíval pět let, v letech 1978–1983. Během této doby byl pozván také do Ženevy, kde ztvárnil roli Rychtáře v Janáčkově Její pastorkyni (1980) a do Bregenz, kde se představil jako Kuno ve Weberově Čarostřelci (1983).
V sezóně 1983–1984, ve svých čtyřiceti letech, se stal jako sólista stálým členem souboru Vídeňské státní opery. Představovalo to vrchol jeho pěvecké kariéry a ve Vídeňské státní opeře setrval 13 let, do roku 1997. Odzpíval zde na 40 rolí a účinkoval ve 406 představeních.
Jeho jméno se v té době objevovalo na programech Vídeňské opery vedle jmen velikánů operního světa 20. století, kterými byli José Carreras, Luciano Pavarotti, či Nicolai Gedda. V Pucciniho Bohémě s ním na scéně stáli Mirella Freniová, Ileana Cotrubas, Angela Gheorghiu, Plácido Domingo, Francesco Araiza, Petr Dvorský, Roberto Alagna a další.
Na nahrávce Pucciniho Bohémy z roku 1988 nacházíme například obsazení: Mimì – Mirella Freni, Musetta – Patricia Wise, Rodolfo – Plácido Domingo, Alcindoro – Jaroslav Štajnc.
Po odchodu ze scény Vídeňské státní opery, kde se s obecenstvem loučil právě v roli Alcindora, hostoval několik let na různých evropských i zámořských scénách. Hostoval v Barceloně (1988) a dochoval se také zvukový záznam z Meyerbeerových Hugenotů s Nicolaiem Geddou. Zpíval i ve větších rolích, jakými byly například Kecal ve Smetanově Prodané nevěstě, Basilio v Rossiniho Lazebníku sevillském, Dulcamara v Donizettiho Nápoji lásky, Vodník v Dvořákově Rusalce, Dikój v Janáčkově Kátě Kabanové, či Hunding, Fasolt a Fafner ve Wagnerově Prstenu Nibelungově.
V pozdějších letech onemocněl cukrovkou a komplikacím spojených s touto nemocí podlehl 21. září 2013 – čtyři měsíce po svých sedmdesátých narozeninách. Pochován je v hrobce rodiny své manželky v Badenu u Vídně.